# 魏一鰲
魏一鳌（1613年—1692年），字莲陆，直隶新安（河北安新县）人。明末清初理学家、政治人物。

## 生平
孙奇逢弟子。崇祯十五年中举，官山西忻州知州。任內礼贤下士，多施惠政。
明亡仕清。顺治二年（1645年）六月，参加部试，获一等。八月，授山西平定州知州，生活节俭，每晨进水菜，惟豆腐、白菜、豆芽三种。一年后因事被谪，补山西布政使参军。顺治六年（1649年）升布政司经历，后任沁州知州、太原同知。顺治十年（1653年）转授泗州知州，因其弟魏一鲲与父魏梁栋去世，未能赴任。顺治十一年爆發朱衣道人案，傅山被捕入獄。魏一鰲證實傅山曾拒絕宋謙，將傅山開脱。顺治十三年（1656年）以病辞归。

## 著作
著有《四书偶录》《诗经偶录》《北学编》《三贤集》等。